# Arrondissement Marennes
Marennes is een voormalig arrondissement in het departement Charente-Maritime in de Franse regio Nouvelle-Aquitaine. Het arrondissement werd op 17 februari 1800 gevormd en op 10 september 1926 opgeheven. De zes kantons werden bij de opheffing toegevoegd aan het arrondissement Rochefort.

## Kantons
Het arrondissement was samengesteld uit de volgende kantons:
- kanton La Tremblade
- kanton Le Château-d'Oléron
- kanton Marennes
- kanton Royan
- kanton Saint-Agnant
- kanton Saint-Pierre-d'Oléron